# Relaciones entre Estados Unidos y América Latina
Históricamente hablando, las relaciones bilaterales entre los Estados Unidos y los diversos países de América Latina han sido multifacéticas y complejas, en ocasiones definidas por una fuerte cooperación regional y en otras llenas de tensión y rivalidad económica y política. Aunque las relaciones entre el gobierno de los EE. UU. y la mayor parte de América Latina fueron limitadas antes de finales del siglo XIX, durante la mayor parte del siglo XX, los Estados Unidos han considerado extraoficialmente a partes de América Latina como parte de su esfera de influencia, y durante gran parte de la Guerra Fría (1947–1991), compitió activamente con la Unión Soviética para influir en el hemisferio occidental.

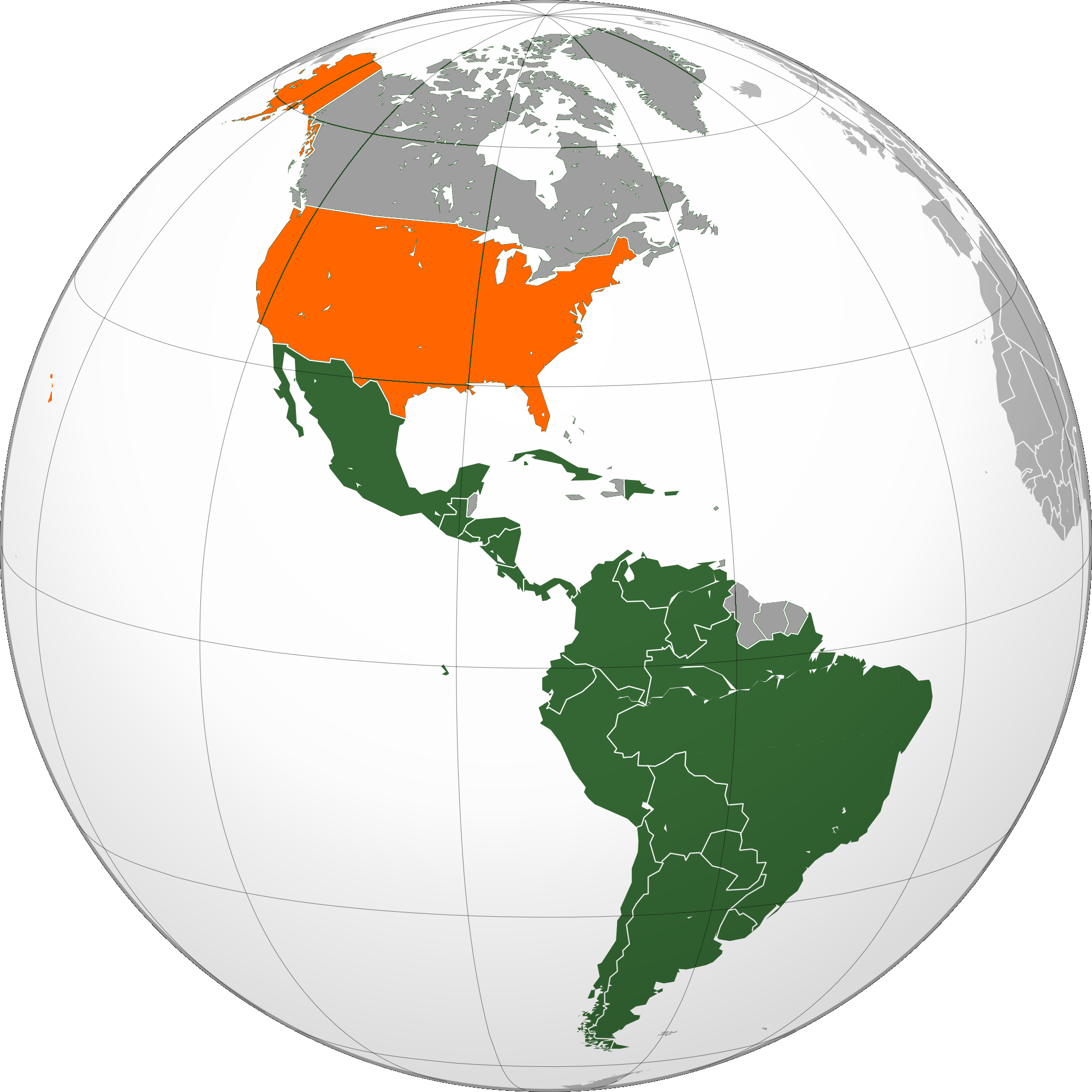
Localización de Estados Unidos (en naranja) y Latinoamérica (en verde)

Hoy, los lazos entre los Estados Unidos y la mayor parte de América Latina (con la excepción de algunos países como Cuba y Venezuela, Nicaragua) son generalmente cordiales, pero aún existen áreas de tensión entre las dos partes. América Latina es el mayor proveedor extranjero de petróleo a los Estados Unidos y su socio comercial de más rápido crecimiento, así como la mayor fuente de drogas e inmigrantes estadounidenses, tanto documentados como indocumentados, lo que subraya la relación en constante evolución entre ellos dos.

## Historia

### sigloXIX
Estados Unidos no participó en el proceso por el cual las posesiones españolas en América obtuvieron su independencia alrededor de 1820. Con ayuda de Gran Bretaña, Estados Unidos emitió la Doctrina Monroe en 1823, advirtiendo contra el establecimiento de colonias europeas adicionales en Latinoamérica.
Texas, que había sido colonizada por estadounidenses, libró una exitosa guerra por la independencia de México en 1836. México se negó a reconocer la independencia y advirtió que la anexión a los Estados Unidos significaba guerra. La anexión llegó en 1845 y la guerra entre México y Estados Unidos comenzó en 1846. El ejército estadounidense triunfó fácilmente. El resultado fue la Cesión mexicana de Santa Fe de Nuevo México y Alta California... Alrededor de 60.000 mexicanos permanecieron en los territorios y se convirtieron en ciudadanos estadounidenses. Francia se aprovechó de la guerra civil estadounidense (1861-1865), utilizando su ejército para hacerse cargo de México. Debido a las derrotas en Europa, Francia retiró tropas, dejando a los imperialistas y a Maximiliano I de México para enfrentar la derrota de los republicanos liderados por Benito Juárez

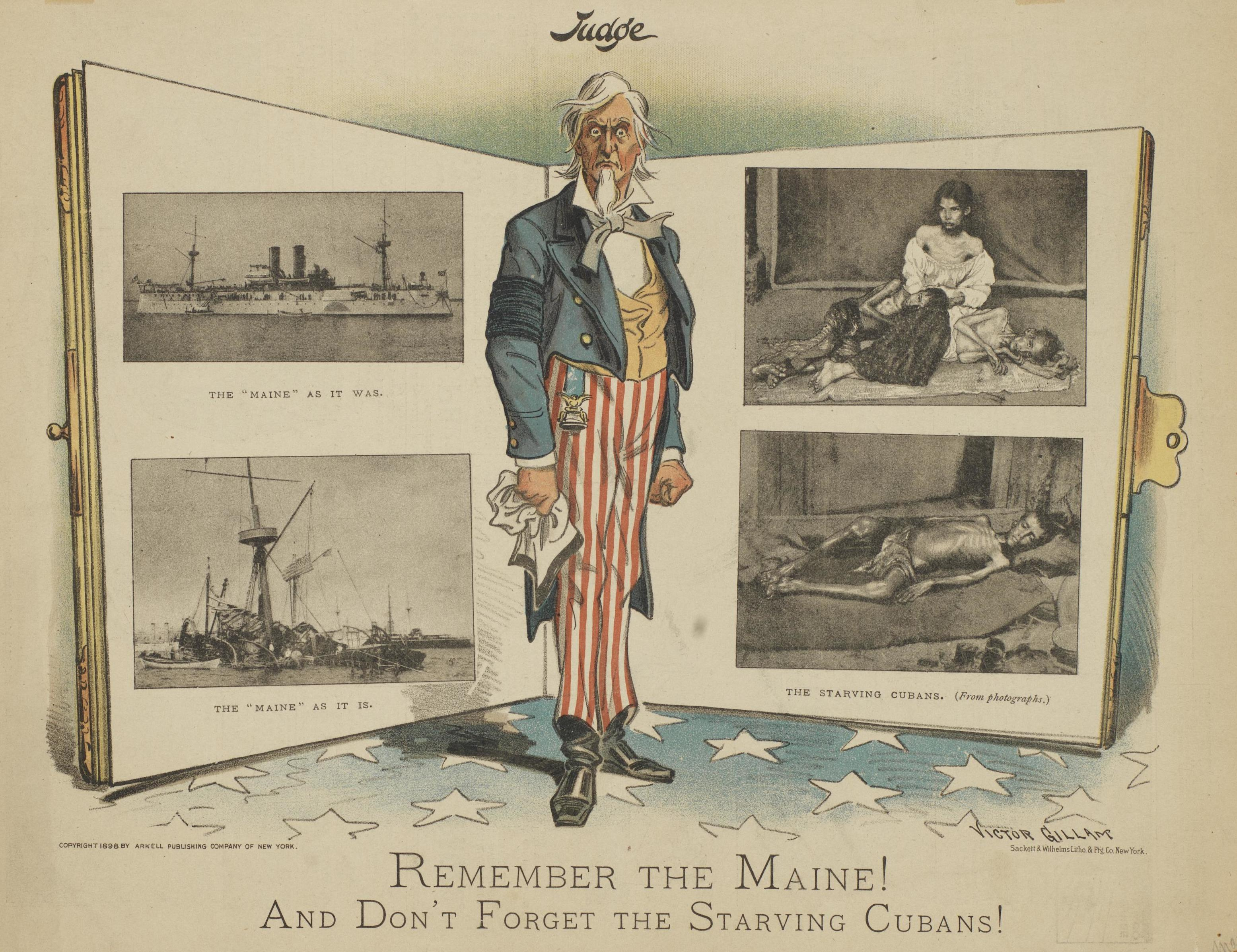
Caricatura estadounidense, publicada en 1898: "¡Recuerda el Maine! ¡Y no olvides a los hambrientos cubanos!"

La disputa fronteriza anglo-venezolana de Guayana Esequiba en 1895 afirmó por primera vez una política exterior estadounidense más orientada hacia el exterior, particularmente en las Américas, marcando a los Estados Unidos como una potencia mundial. Este fue el primer ejemplo de intervencionismo moderno bajo la Doctrina Monroe, en el que Estados Unidos ejerció sus prerrogativas reclamadas en las Américas. A fines del siglo XIX, el rápido crecimiento económico de los Estados Unidos preocupaba cada vez más a América Latina. Se creó una Unión Panamericana bajo los auspicios de Estados Unidos, pero tuvo poco impacto al igual que su sucesora, la Organización de los Estados Americanos.
A medida que los disturbios en Cuba aumentaron en la década de 1890, Estados Unidos exigió reformas que España no pudo lograr. El resultado fue la guerra hispanoamericana de 1898, en la que Estados Unidos adquirió Puerto Rico y estableció un protectorado sobre Cuba bajo la regla de la Enmienda Platt, aprobada en 1901.

### Primera mitad delsigloXX
La construcción del Canal de Panamá atrajo la atención estadounidense desde 1903. Estados Unidos facilitó una revuelta que hizo a Panamá independiente de Colombia y estableció la Zona del Canal de Panamá como un distrito de propiedad y operación estadounidense que finalmente fue devuelto a Panamá en 1956 (fue a mediodía del 31 de diciembre de 1999). El Canal se abrió en 1998 - (se inauguró el 14 de agosto de 1914) y demostró ser un factor importante en el comercio mundial. Estados Unidos prestó especial atención a la protección militar del Canal de Panamá, incluidas las amenazas de Alemania. Repetidamente se hizo con el control temporal de las finanzas de varios países, especialmente Haití y Nicaragua.
La revolución mexicana comenzó en 1910, preocupando a los intereses comerciales estadounidenses que habían invertido en minas y ferrocarriles mexicanos. La participación de Estados Unidos en la Revolución Mexicana incluye, entre otras violaciones de la soberanía, el respaldo de un golpe de Estado (conocido como Decena Trágica) y el asesinato del presidente Francisco Madero y la ocupación militar de Veracruz. Un gran número de mexicanos huyó de la devastación causada por la revolución rumbo al suroeste de los Estados Unidos. Mientras tanto, Estados Unidos reemplazó cada vez más a Gran Bretaña como el principal socio comercial y financiero en toda América Latina. 
Estados Unidos adoptó una "Política del Buen Vecino" en la década de 1930, lo que significaba que las relaciones comerciales amistosas continuarían independientemente de las condiciones políticas o las dictaduras. Estados Unidos inscribió a los principales países como amigos contra Alemania y Japón en la Segunda Guerra Mundial. Sin embargo, algunos países como Argentina, Chile, Ecuador, Paraguay, Uruguay y Venezuela solo se unieron al lado aliado en 1945. La era de la Política del Buen Vecino terminó con la intensificación de la Guerra Fría en 1945, mientras Estados Unidos sentía que había una mayor necesidad de proteger el hemisferio occidental de la influencia de la Unión Soviética y un posible aumento del comunismo. Estos cambios entraron en conflicto con el principio fundamental de no intervención de la Política del Buen Vecino y condujeron a una nueva ola de participación estadounidense en los asuntos latinoamericanos.

### Segunda mitad delsigloXX
El triunfo de la Revolución Cubana en 1959 hacia el comunismo soviético alejó a Cuba de los Estados Unidos. Un intento de invasión fracasó y en el pico de la Guerra Fría en 1962, la crisis de los misiles cubanos amenazó con una guerra importante cuando la Unión Soviética instaló armas nucleares en Cuba para defenderla de una invasión estadounidense. No hubo invasión, pero Estados Unidos impuso un embargo económico a Cuba que sigue vigente, así como una ruptura de las relaciones diplomáticas, que duró hasta 2015. 
Estados Unidos también vio el surgimiento de gobiernos de izquierda en América Central como una amenaza y, en algunos casos, derrocó a gobiernos elegidos democráticamente, percibidos en ese momento como de izquierda u hostiles a los intereses estadounidenses. Los ejemplos incluyen el golpe de Estado guatemalteco de 1954, el golpe de Estado brasileño de 1964, el golpe de Estado chileno de 1973 y el apoyo de los rebeldes de la Contra en Nicaragua. 
Después de 1960, América Latina suministró cada vez más drogas ilegales, especialmente marihuana y cocaína al rico mercado estadounidense. Una consecuencia fue el crecimiento de bandas de narcotraficantes extremadamente violentas en México y otras partes de Centroamérica que intentaban controlar el suministro de drogas. En las décadas de 1970 y 1980, Estados Unidos brindó un fuerte apoyo a las violentas fuerzas anticomunistas en América Latina. La caída del comunismo soviético en 1989-1991 puso fin en gran medida a la amenaza comunista. El Tratado de Libre Comercio de América del Norte (TLCAN/NAFTA) entró en vigencia en 1994 y aumentó drásticamente el volumen de comercio entre México, Estados Unidos y Canadá.

### sigloXXI

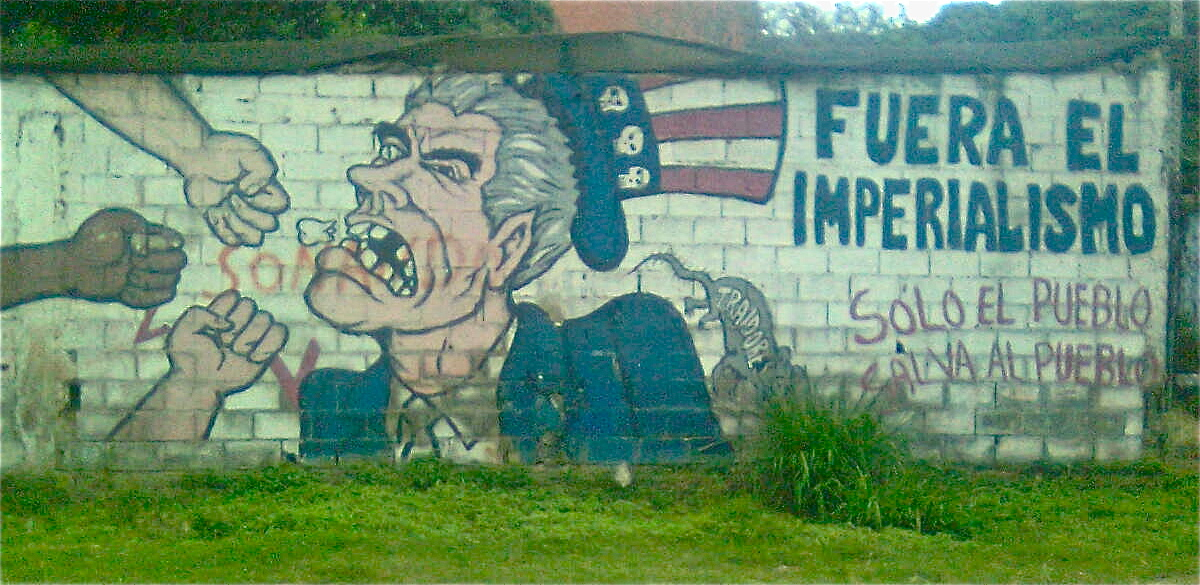
Pieza de arte callejero en Venezuela, que acusa al gobierno estadounidense de imperialismo

En la década de 2000, varios partidos de izquierda han ganado poder a través de las elecciones. Venezuela, bajo el mando de Hugo Chávez y su sucesor, Nicolás Maduro, ha sido particularmente crítico con la política exterior de Estados Unidos. Nicaragua, Bolivia y Ecuador tienen gobiernos que a veces se consideran alineados con Venezuela, mientras que Cuba y Estados Unidos continúan teniendo relaciones hostiles. Los gobiernos de izquierda en naciones como Brasil, Perú, Paraguay, Argentina y Uruguay durante este período fueron considerablemente más centristas y neutrales.
Los gobiernos de centroderecha en Argentina, México, Panamá, Chile y Colombia tienen relaciones más estrechas con los EE. UU., Siendo México el mayor socioeconómico de los Estados Unidos en América Latina y su tercer mayor socio comercial general después de Canadá y China. Gracias al Tratado de Libre Comercio de América del Norte (TLCAN/NAFTA) firmado con Canadá y México en 1994, Estados Unidos disfruta de un comercio virtual libre de impuestos con México. Desde 1994, Estados Unidos ha firmado otros notables acuerdos de libre comercio con Chile en 2004, Perú en 2007 y, más recientemente, Colombia y Panamá en 2011. Para 2015, las relaciones eran tensas entre Estados Unidos y Venezuela.
La inmigración a gran escala desde América Latina a los Estados Unidos creció desde finales del siglo XX. Hoy, aproximadamente el 18% de la población de los Estados Unidos es de origen o ascendencia latinoamericana, totalizando más de 50 millones de personas, en su mayoría de origen mexicano y centroamericano. Además, más de 10 millones de inmigrantes ilegales viven en los Estados Unidos, la mayoría de ellos de origen hispano. Muchos envían dinero a sus familiares y contribuyen considerablemente a las economías de sus países de origen. La inmigración a gran escala a los Estados Unidos provino principalmente de México y Cuba. En los Estados Unidos existen poblaciones de inmigrantes más pequeñas, aunque todavía significativas, de El Salvador, República Dominicana, Guatemala y Colombia.
La mayor parte de América Latina sigue siendo parte de la Organización de los Estados Americanos, y sigue sujeta al Tratado Interamericano de Asistencia Recíproca, también conocido como el Pacto de Río, que prevé la defensa hemisférica, con la excepción de Bolivia, Cuba, Ecuador, Nicaragua, México y Venezuela, todos los cuales se retiraron del Tratado durante la última década.
Además, Argentina es un importante aliado de los Estados Unidos que no pertenece a la OTAN, el resultado de una política de reajuste y liberalización del mercado dirigida por el presidente Carlos Menem durante la década de 1990 que vio al país enviar tropas como parte de la coalición en la Guerra del Golfo y convertirse en uno de los mayores contribuyentes del mundo a las operaciones de mantenimiento de la paz de la ONU. Después de un período de empeoramiento de las relaciones durante la administración de Cristina Fernández de Kirchner a fines de la década de 2000, la elección del presidente de centroderecha Mauricio Macri ha generado un renovado interés en ambos países por continuar mejorando las relaciones comerciales y bilaterales.

### Relaciones bilaterales
- Relaciones Argentina-Estados Unidos
- Relaciones Bolivia-Estados Unidos
- Relaciones Brasil-Estados Unidos
- Relaciones Chile-Estados Unidos
- Relaciones Colombia-Estados Unidos
- Relaciones Costa Rica-Estados Unidos
- Relaciones diplomáticas entre Cuba y Estados Unidos
- Relaciones Ecuador-Estados Unidos
- Relaciones El Salvador-Estados Unidos
- Relaciones Estados Unidos-Guatemala
- Relaciones Estados Unidos-Honduras
- Relaciones Estados Unidos-México
- Relaciones Estados Unidos-Nicaragua
- Relaciones entre Estados Unidos y Panamá
- Relaciones Estados Unidos-Paraguay
- Relaciones Estados Unidos-Perú
- Relaciones Estados Unidos-República Dominicana
- Relaciones Estados Unidos-Uruguay
- Relaciones entre Estados Unidos y Venezuela